# Ivana Tomljenović-Meller
Ivana Tomljenović-Meller, rojena Ivana Tomljenović, hrvaška fotografinja, grafična umetnica in učiteljica umetnosti, * 2. september 1906, Zagreb, Avstro-Ogrska, † 30. avgust 1988, Zagreb, SFRJ. 
Zanimala se je predvsem za fotografijo in oblikovanje plakatov. Bila je tudi polprofesionalna atletinja.

## Življenje
Med letoma 1924 in 1928 je študirala na Kraljevi visoki šoli za umetnost in obrt v Zagrebu, danes Akademija za likovno umetnost Univerze v Zagrebu, po diplomi pa je odšla na Kunstgewerbeschule (visoko šolo za uporabno umetnost) na Dunaju, zdaj Univerza za uporabne umetnosti na Dunaju. Vendar je leta 1929 zapustila Dunaj in se vpisala na Bauhaus v Dessauu. Po prvem letniku pripravljalnega tečaja Josefa Albersa je začela obiskovati tečaj fotografije, ki ga je vodil Walter Peterhans.
Tomljenović-Meller je posnela veliko neformalnih fotografij vsakdanjega življenja v Bauhausu, na katerih so prikazani študenti v menzi, pri sproščanju in druženju. Te fotografije dokumentirajo Neues Sehen (Novo videnje), avantgardno gibanje iz dvajsetih in tridesetih let 20. stoletja, ki sta ga zagovarjala László Moholy-Nagy in Aleksander Rodčenko. Spodbujalo je fotografiranje običajnih prizorov iz nekonvencionalnih perspektiv in kotov, detajle od blizu, uporabo svetlobe in sence ter eksperimentiranje z večkratno osvetlitvijo.
Njen oče Tomislav Tomljenović (1877–1945) je bil ugleden hrvaški politik in odvetnik, in čeprav je izvirala iz premožne meščanske družine, se je pridružila Komunistični partiji Nemčije in postala politično aktivna. Ko je bil Hannes Meyer avgusta 1930 razrešen s položaja direktorja Bauhausa, so bili odpuščeni tudi vsi znani komunistični študenti. Številni drugi, kot je bila Tomljenovićeva, so v solidarnosti prav tako odšli.
Tomljenović-Meller je nato odšla v Berlin, kjer je delala kot oblikovalka plakatov in kot scenografinja z dadaističnim umetnikom Johnom Heartfieldom pri gledališki scenografiji za komunističnega režiserja Erwina Piscatorja. V istem obdobju je sodelovala na evropskem prvenstvu v hazeni. Nato se je leta 1931 preselila v Pariz, kjer je na Sorboni študirala književnost. Leta 1932 se je preselila v Prago in se poročila z Alfredom Mellerjem, lastnikom oglaševalskega podjetja ROTA. Po Mellerjevi smrti leta 1935 se je Tomljenović-Meller vrnila v Zagreb in se pozneje preselila v Beograd, kjer je poučevala oblikovanje plakatov. Leta 1938 se je vrnila v Zagreb in poučevala na Tretji državni ženski gimnaziji. Med drugo svetovno vojno je prenehala s poučevanjem, po koncu vojne pa je z njim nadaljevala do upokojitve leta 1962.
Tomljenović-Meller je umrla leta 1988 v Zagrebu.